# Miessan Kacou Venance
Miessan Kacou Venance, né le 5 juillet 1964, est le 22e roi de Bonoua. C'est un roi traditionnel ivoirien, chef suprême de la communauté Abouré Ehivè de Bonoua, située au sud-est de la Côte d'Ivoire, dans la région du Sud-Comoé. Il est une figure importante du pouvoir coutumier et un acteur de la vie socioculturelle dans la région.

## Biographie
Miessan Kacou Venance naît le 5 juillet 1964. Il est originaire de la famille royale des Abouré-Éhivè. Sa majesté Miessan Kacou Venance est intronisé, 22e roi de Bonoua, le 19 décembre 2019. Il succède à Sa majesté Ahoure Aka François. Son intronisation marque la continuité d’une dynastie royale matrilinéaire, propre à la tradition des Abouré, qui accorde une importance capitale au consensus communautaire et aux rituels d’intronisation.

## Roi des Abouré-éhivè
En tant que roi, le roi de Bonoua joue un rôle de médiateur social, de gardien des us et coutumes, et de chef spirituel. Il préside les grandes cérémonies traditionnelles, notamment le Popo Carnaval de Bonoua, la fête culturelle majeure du peuples Abouré qui célèbre la purification collective, la mémoire des ancêtres et la cohésion au sein de la communauté.
Sa majesté Miessan Kacou Venance est régulièrement consulté sur des questions de développement local, de résolution de conflits, et représente le peuple Abouré-éhivè  auprès des autorités administratives et politiques du pays.

### Engagements et actions notables
Sous son règne, plusieurs actions sont menées pour renforcer la paix sociale, préserver le patrimoine culturel Abouré et encourager le dialogue intergénérationnel. Le roi est parfois sollicité lors de forums ou de cérémonies régionales pour mettre en avant les valeurs traditionnelles et la culture de son peuple.
Il prend part à diverses initiatives en faveur de l’éducation, de la préservation des langues locales, et de la promotion du tourisme culturel dans la région de Bonoua.

### Héritages et symbolisme
Le roi à Bonoua incarne la continuité des traditions ancestrales au sein d’une société Abouré-éhivè en mutation. Sa majesté Miessan Kacou Venance, par son autorité morale et symbolique, représente l’équilibre entre modernité et coutume, et demeure une personnalité respectée tant dans la région du Sud-Comoé qu’au niveau national.

## Galerie

Sa majesté Miessan Kacou Venance, 22ème Roi des Abouré Ehivè de Bonoua (Côte d'Ivoire)
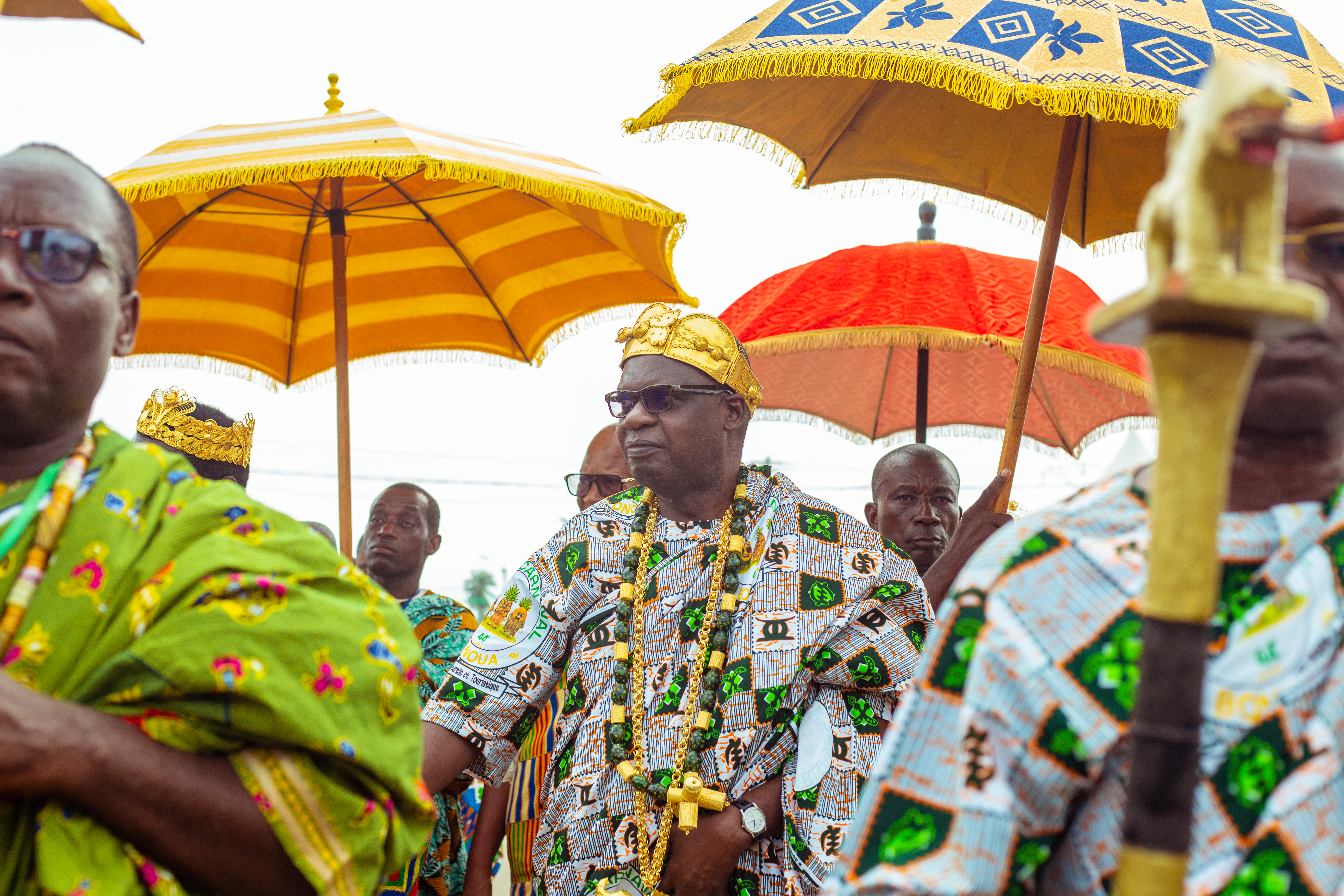
Sortie publique du roi.
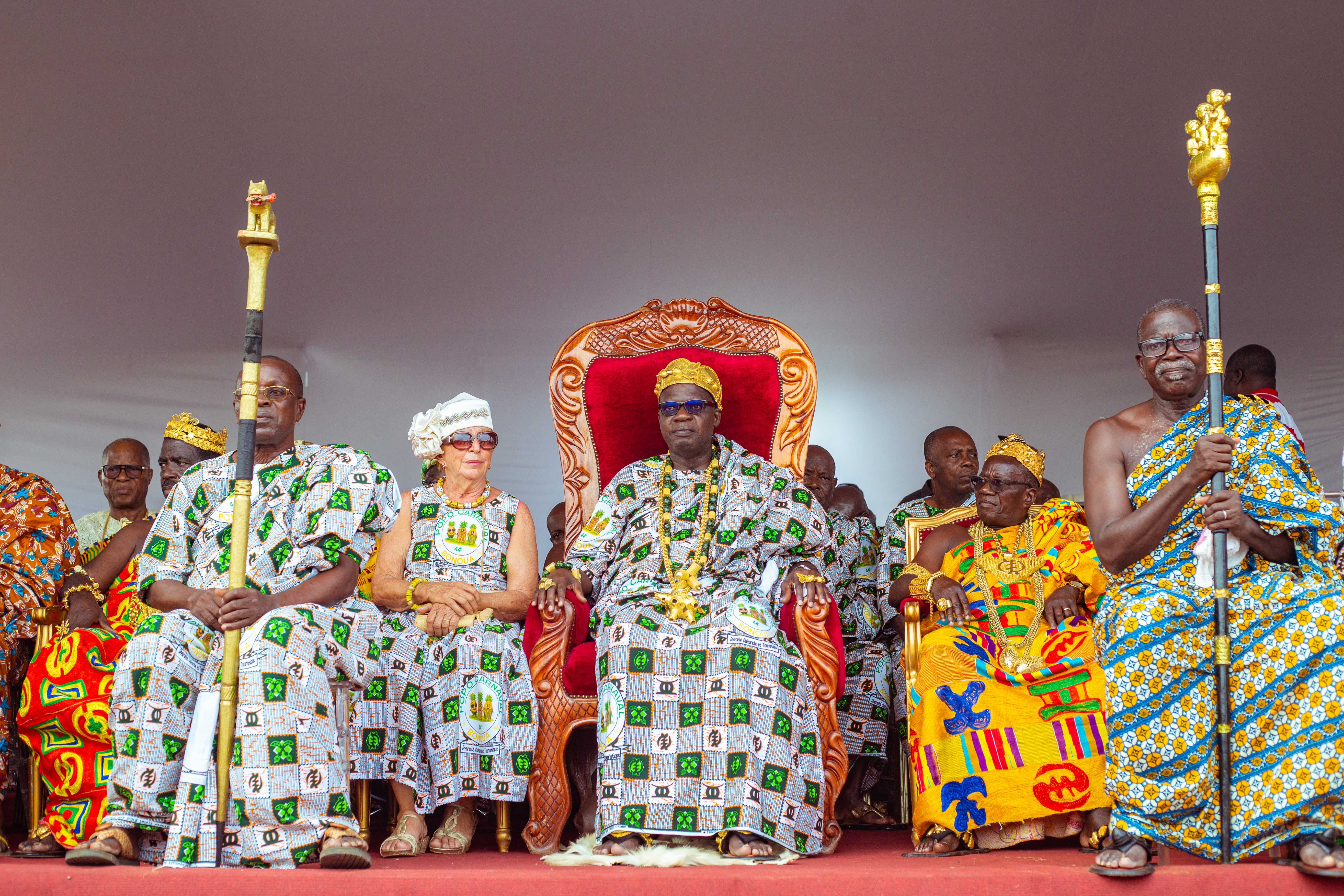
Le roi, lors de cérémonie officielle.
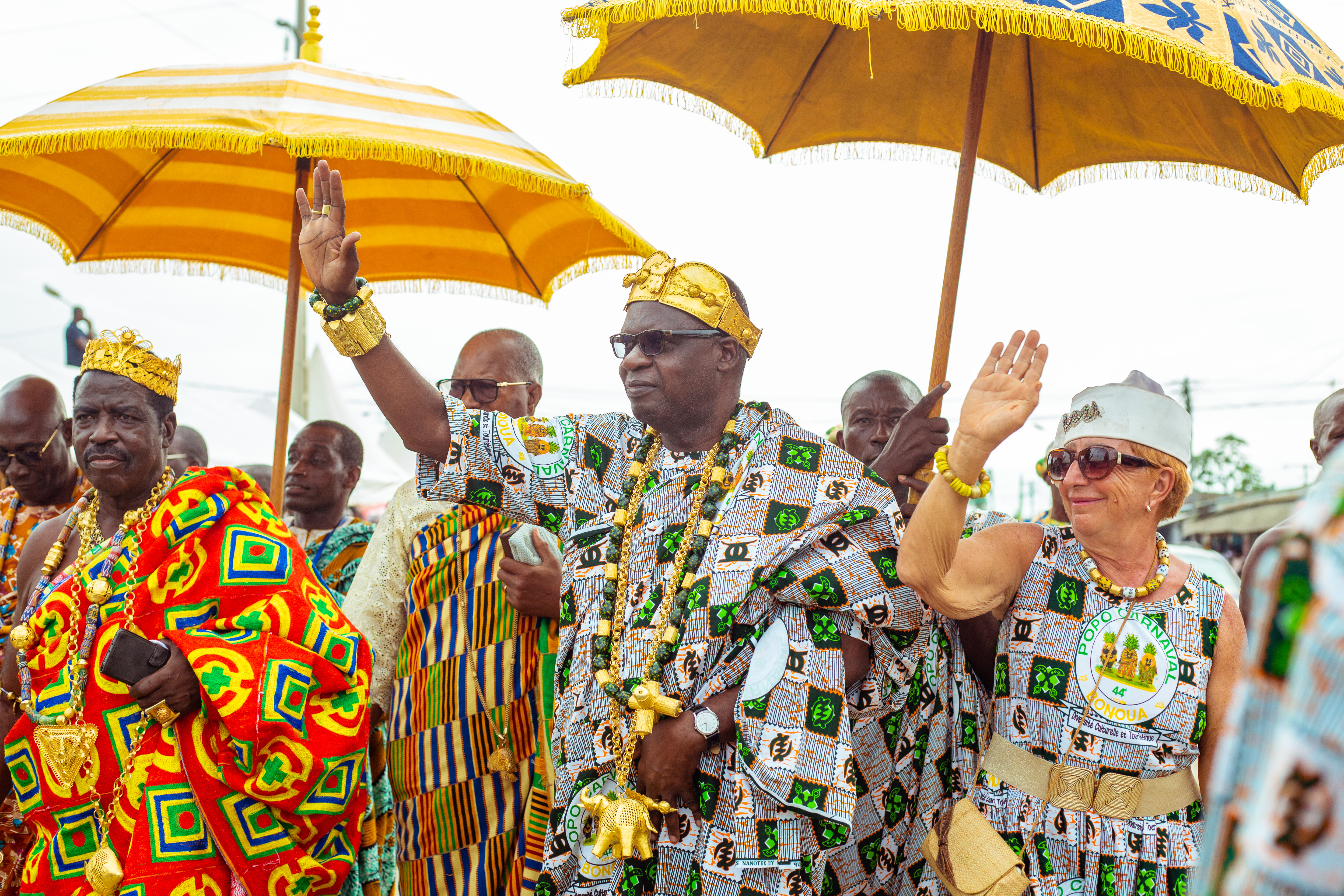
Le roi en communion avec son peuple.
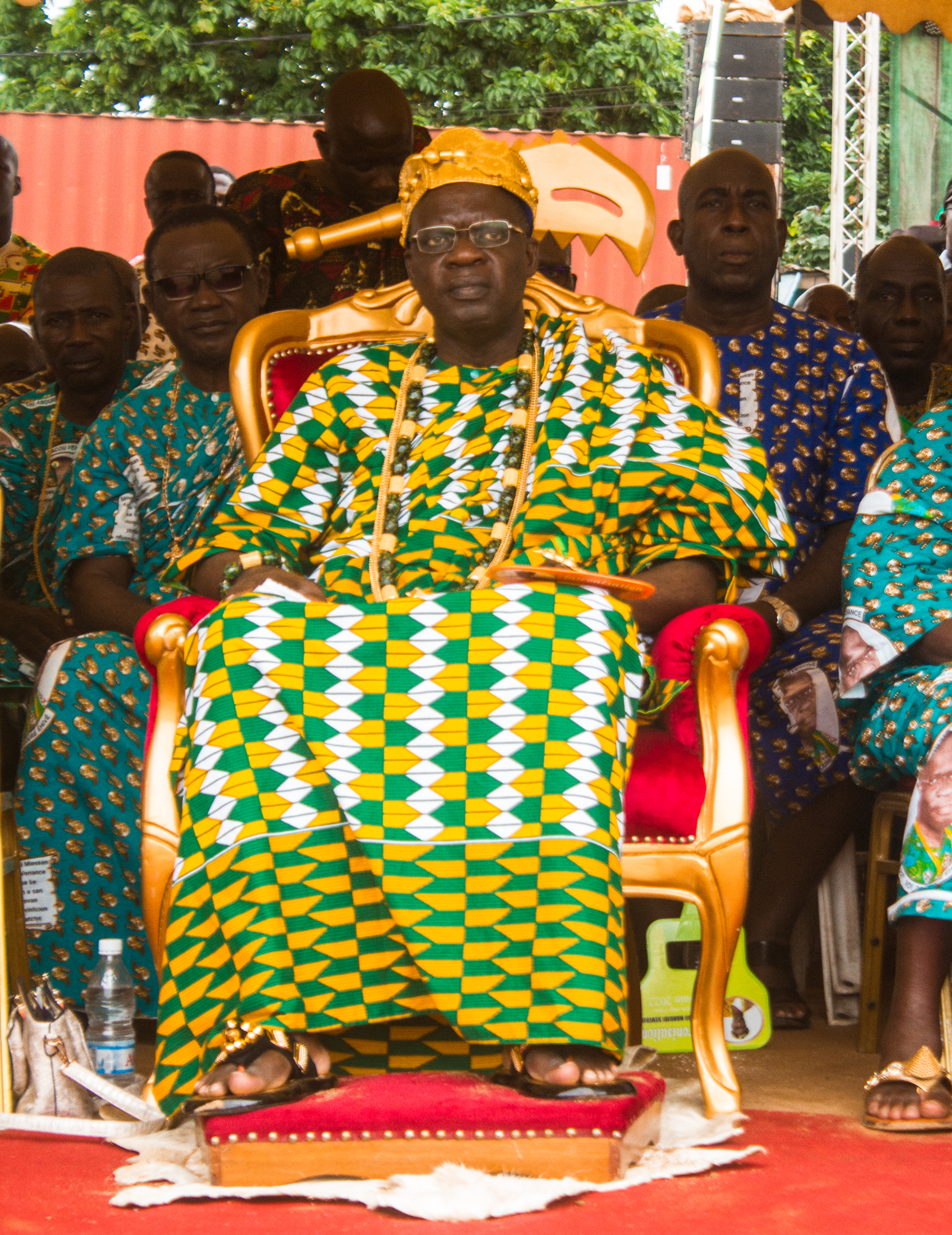
Sa majesté Miéssan Kacou Venance, roi des Abouré Ehivet de Bonoua.